# 楊重雅
楊重雅（？—1879年），原名楊元白，江西德兴人，清朝政治人物。同進士出身。

## 生平
道光二十一年（1841年）登進士，後改庶吉士。光绪元年十一月初六（1875年12月3日），由甘肃按察使升任廣西布政使。光绪三年十一月十一（1877年12月15日），升任广西巡抚。光绪五年闰三月十三（1879年5月3日），召京另候简用，同年十一月逝世。